# INOKI BOM-BA-YE 2012
INOKI BOM-BA-YE 2012（イノキボンバイエ にせんじゅうに）は、日本の格闘技のイベント「INOKI BOM-BA-YE」の大会の一つ。2012年12月31日、東京都墨田区の両国国技館で開催された。

## 大会概要
INOKI BOM-BA-YEとしては9年ぶり、IGF主催としては初の大晦日大会となる。今大会はIGFとしては初となる総合格闘技ルールも組み込まれた。

## 試合結果

### IGF MMAルールマッチ
ヘビー級 5分3R
○  ホーレス・グレイシー vs.  川口雄介 ×
1R 2:00 肩固め
ミドル級 5分3R
○  ミノワマン vs.  ボア・ブラトブズ ×
1R 3:18 ヒールホールド
オープンウェイト級 5分3R
○  石井慧 vs.  ティム・シルビア ×
判定3-0
ヘビー級 5分3R
○  ミルコ・クロコップ vs.  鈴川真一 ×
1R 1:18 逆十字固め

## テレビ放送
当日にBSフジのゴールデンタイムで放送される。1月3日（日付上は1月4日）にフジテレビにて深夜に録画放送も予定。